# Conocephalus gracillimus
Conocephalus gracillimus är en insektsart som beskrevs av Morse 1901. Conocephalus gracillimus ingår i släktet Conocephalus och familjen vårtbitare. Inga underarter finns listade i Catalogue of Life.